# 3815 König
3815 König este un asteroid din centura principală, descoperit pe 15 aprilie 1959 de Gerhard Jakisch, Arthur König și Wolfgang Wenzel.